# Фукухара, Мива
Мива Фукухара (яп. 福原美和 Фукухара Мива, Miwa Fukuhara, род. 13 декабря 1944 года) — японская фигуристка, выступавшая в женском одиночном катании. Шестикратная чемпионка Японии по фигурному катанию. Она представляла Японию на Зимних Олимпийских играх 1960 и Зимних Олимпийских играх 1964 годов, где заняла соответственно 21-е и 5-е места. Трижды занимала шестое место на чемпионатах мира. В настоящее время работает тренером.

## Достижения
| Соревнование            | 1956-1957 | 1957-1958 | 1958-1959 | 1959-1960 | 1960-1961 | 1961-1962 | 1962-1963 | 1963-1964 | 1964-1965 | 1965-1966 | 1966-1967 |
| ----------------------- | --------- | --------- | --------- | --------- | --------- | --------- | --------- | --------- | --------- | --------- | --------- |
| Зимние Олимпийские игры |           |           |           | 21        |           |           |           | 5         |           |           |           |
| Чемпионат мира          |           |           |           | 14        |           | 9         | 6         | 6         | 6         | 8         | WD        |
| Чемпионат Японии        | 3         | 2         | 2         | 1         | 2         | 1         | 1         | 1         | 1         | 1         | 2         |
| Универсиады             |           |           |           |           |           |           |           | 1         |           | 1         |           |

- WD = Снялась с соревнований